# Zeche Stüpert
Die Zeche Stüpert ist ein ehemaliges Steinkohlenbergwerk im heutigen Essener Stadtteil Bergerhausen. Das Bergwerk war auch unter den Namen Zeche Stüper, Zeche Stieper und Zeche Stupert bekannt. Die Zeche Stüpert war als Stollenzeche mit mehreren Unterbrechungen annähernd 100 Jahre in Betrieb.

## Bergwerksgeschichte
Im Jahr 1749 wurde von der Fürstäbtissin ein Mutschein ausgestellt. Noch im selben Jahr wurde im Stollenbau abgebaut. Der Betrieb des Bergwerks dauerte bis Ende des 18. Jahrhunderts. Ab 1799 gehörte das Bergwerk zur Zeche Kunstwerk, es blieb aber trotzdem eigenständig in Betrieb. 1802 wurde das Bergwerk in Fristen gelegt. Im Jahr darauf war es noch einmal in Betrieb, danach wurde das Bergwerk für mehrere Jahre nicht mehr in den Unterlagen erwähnt. Im ersten Halbjahr 1834 fand noch einmal Abbau statt. Am 3. Mai desselben Jahres wurde die Zeche Stüpert stillgelegt. Am 21. Januar 1841 erfolgte die Neuverleihung. Ab dem 3. Quartal 1856 fand für einige Zeit wieder Abbau statt. Am 29. November 1858 wurde ein Vertrag mit der Zeche Kunstwerk geschlossen. Durch diesen Vertrag wurde die Wasserhaltung der Zeche Stüpert von der Zeche Kunstwerk übernommen. Am 15. Februar 1859 wurde die Zeche Stüpert endgültig stillgelegt.